# Rizicultura

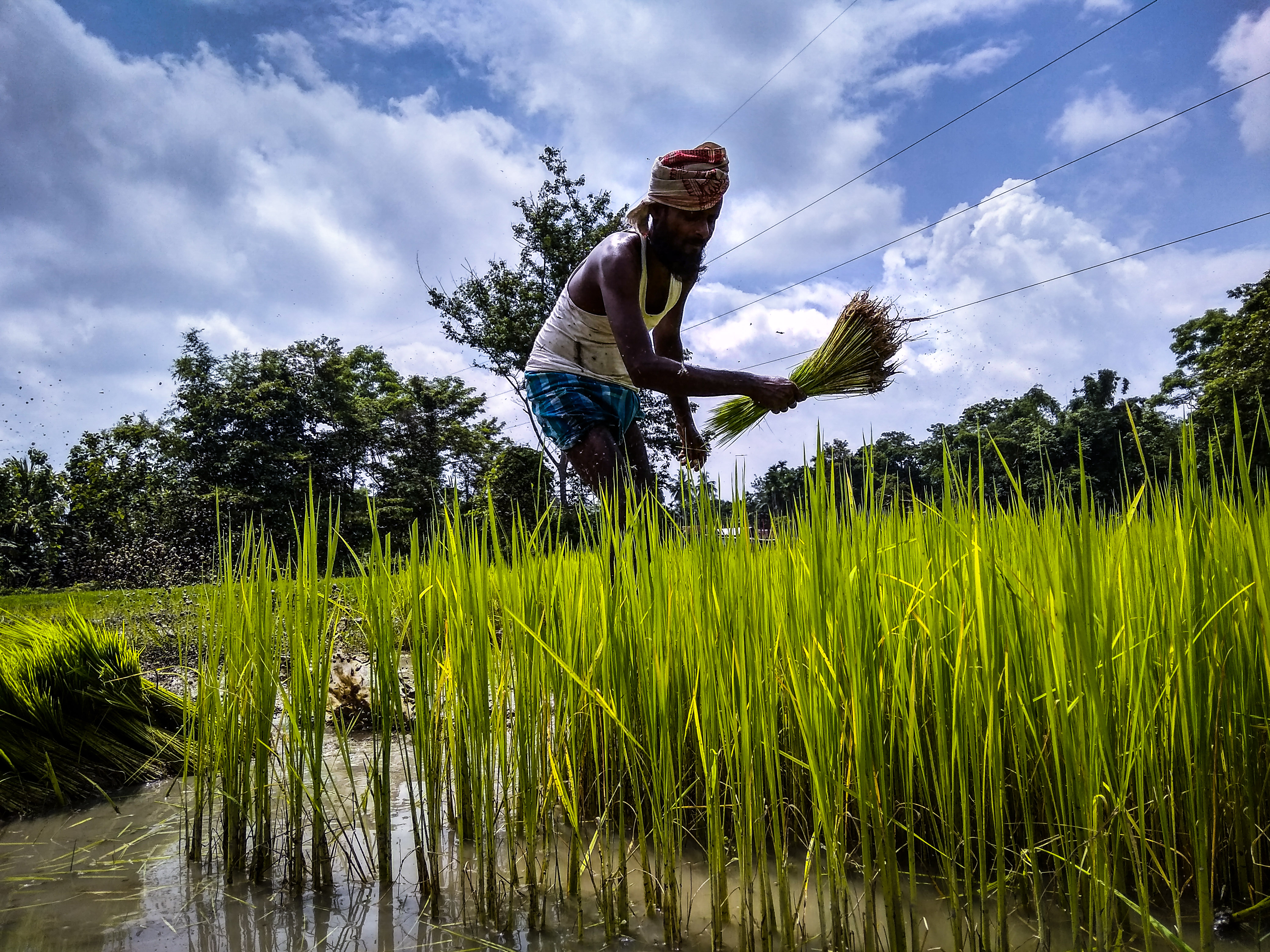
Camponês colhendo arroz na Índia, em 2018.

Rizicultura ou orizicultura é o cultivo agrícola do arroz, um dos alimentos mais importantes da alimentação humana.
Está presente em todos os continentes (com exceção da Antártida) e nas mais diferentes zonas climáticas do planeta. Mais de três bilhões de pessoas consomem este cereal todos os dias e, em termos de número de trabalhadores empregados — no plantio, cultivo, colheita, armazenamento, semi-beneficiamento e distribuição —, representa a maior atividade econômica do mundo. A produção mundial de arroz na década de 2010 do século XXI era superior a 600 milhões de toneladas, enquanto a área cultivada ultrapassava os 150 milhões de hectares.
Das aproximadamente vinte espécies do gênero Oryza, apenas duas são cultivadas: a mais difundida Oryza sativa, de origem asiática, nas subespécies indica, javanica e japonica, e Oryza glaberrima, de origem africana. Há decadas os principais produtores mundiais são a China e a Índia, que também são os maiores consumidores. As origens do cultivo de arroz, e sua domesticação a partir de espécies selvagens, remontam à era neolítica; no entanto, o desenvolvimento do cultivo de arroz pode ser afirmado com exatidão até 5000 A.D. na área do sul da China, e durante o quarto milênio na Indochina, norte da China e vale do Indo.
Tradicionalmente é uma cultura asiática. Nesta região do mundo, embora apresente relevo montanhoso (como é o caso do Japão, Nepal, Butão e Taiuã), a cultura de arroz é muito extensa. Técnicas milenares de cultivo foram desenvolvidas e existem na Ásia, fato que torna a região a maior produtora desta comódite.

## Indicadores de produção
Os maiores produtores de arroz em 2005 eram:
| Os maiores produtores - 2005 (milhões de ton) | Os maiores produtores - 2005 (milhões de ton) |
| --------------------------------------------- | --------------------------------------------- |
| China                                         | 185                                           |
| Índia                                         | 129                                           |
| Bangladesh                                    | 40                                            |
| Vietname                                      | 36                                            |
| Tailândia                                     | 27                                            |
| Indonésia                                     | 54                                            |
| Myanmar                                       | 25                                            |
| Filipinas                                     | 15                                            |
| Brasil                                        | 13                                            |
| Japão                                         | 11                                            |
| Total Mundial                                 | 619                                           |
| Fonte:                                        |                                               |

## Brasil
As lavouras podem ser irrigadas com a água obtida por gravidade, a partir de um ponto mais elevado, a partir de açudes ou de vertentes naturais, ou pode a água provir de rios e lagoas, por canais que a desviam do curso, às vezes com a utilização de sucção por bombas a diesel ou elétricas. Estas últimas são as mais utilizadas no estado do Rio Grande do Sul.
Tendo Cachoeira do Sul como a capital nacional do arroz, em comemoração a isso, a cidade sedia a Feira Nacional do Arroz (Fenarroz), o maior evento orizícola das Américas e o segundo no mundo.
O primeiro colocado no ranking nacional é o município de Uruguaiana, com uma produção de 590.329 toneladas, equivalente a 5,1% da produção orizícola do País, superando o segundo colocado (Itaqui) em cerca de 132 mil toneladas.

## Portugal
No vale do Mondego existem 4000 hectares.